# Eupithecia dalhousiensis
Eupithecia dalhousiensis är en fjärilsart som beskrevs av Embrik Strand 1917. Eupithecia dalhousiensis ingår i släktet Eupithecia och familjen mätare. Inga underarter finns listade i Catalogue of Life.